# Passage Hennel
Le passage Hennel est une voie semi-privée située dans le quartier des Quinze-Vingts du 12e arrondissement de Paris, en France.

## Origine du nom
Le nom du passage fait référence à celui du propriétaire local du terrain sur lequel il a été ouvert.

## Historique
La voie est ouverte sous forme d'impasse en 1830 avant d'être prolongée lors de la construction du viaduc ferroviaire de la ligne de Bastille-Vincennes vers 1860. Elle est ouverte à la circulation publique par arrêté du 23 juin 1959.

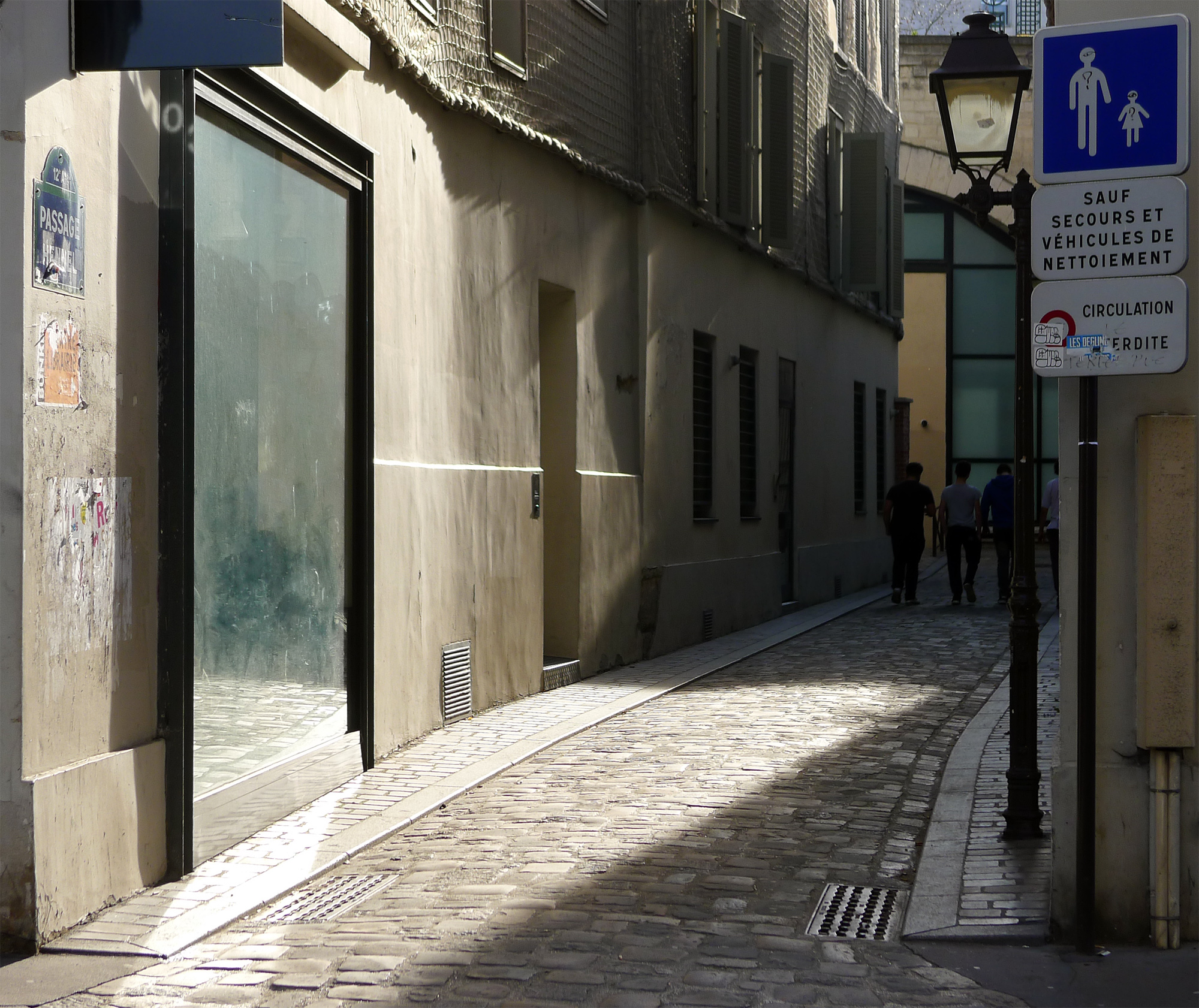
Passage Hennel vu depuis la rue de Charenton.

## Bâtiments remarquables et lieux de mémoire
- La voie passe sous une arche et le long du viaduc des Arts.

Les archives de Pierre Henry, compositeur, qui vécut rue de Toul, ont été relocalisées au 3 passage Hennel.